# NGC 4456
NGC 4456 (również PGC 40925) – galaktyka spiralna (Sbc), znajdująca się w gwiazdozbiorze Hydry. Odkrył ją John Herschel 30 marca 1835 roku.
W galaktyce tej zaobserwowano supernową SN 1995S.